# Benjamin F. Jonas

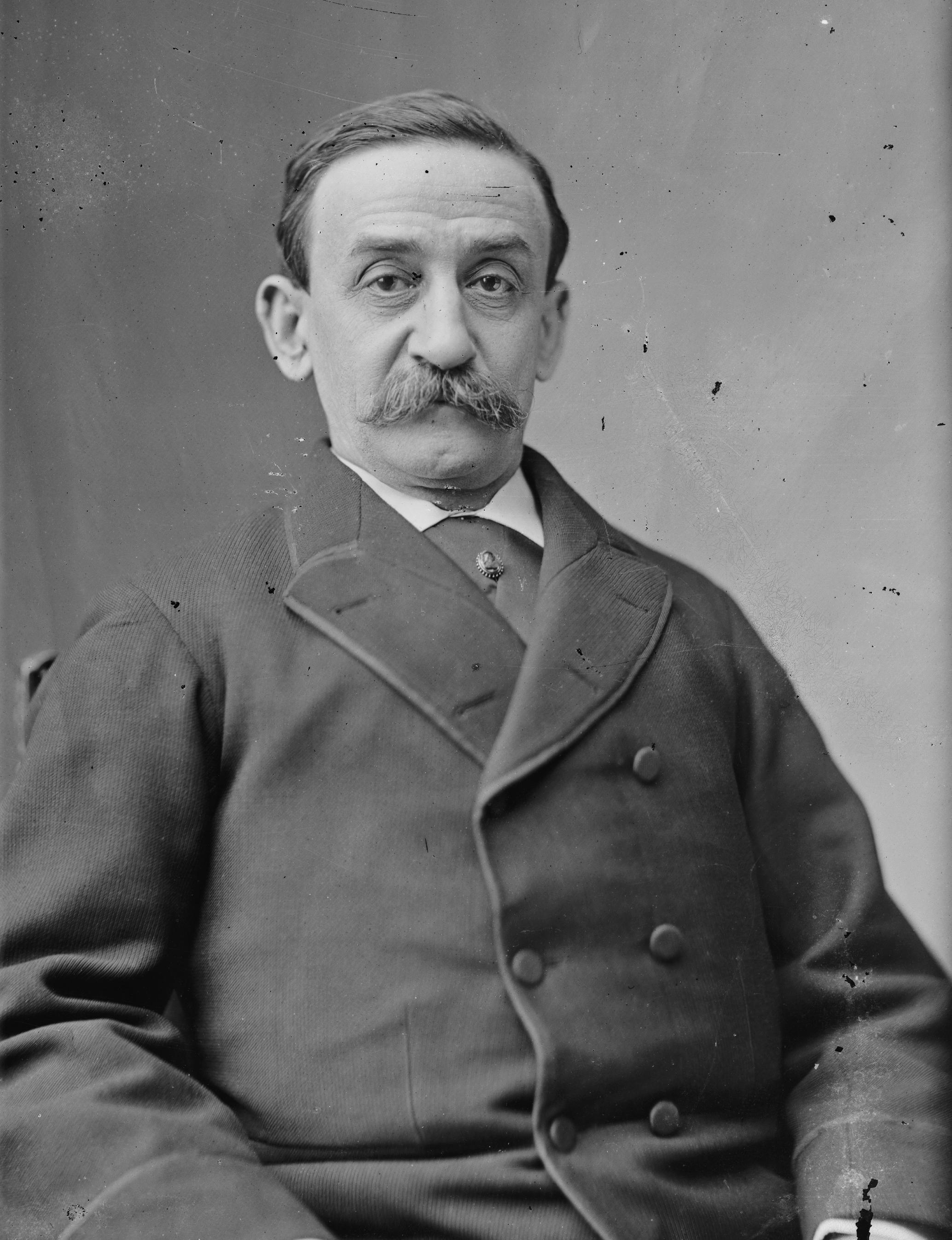
Benjamin F. Jonas

Benjamin Franklin Jonas (* 19. Juli 1834 in Williamsport, Grant County, Kentucky; † 21. Dezember 1911 in New Orleans, Louisiana) war ein US-amerikanischer Politiker. Zwischen 1879 und 1885 vertrat er den Bundesstaat  Louisiana im US-Senat.

## Werdegang
Benjamin Jonas besuchte die öffentlichen Schulen im Adams County in Illinois, wohin er mit seinen Eltern gezogen war. Im Jahr 1853 zog er nach New Orleans. Nach einem Jurastudium an der späteren Tulane University und seiner im Jahr 1855 erfolgten Zulassung als Rechtsanwalt begann er in New Orleans in seinem neuen Beruf zu arbeiten. Im Gegensatz tu seinem Vater in Illinois, der ein Republikaner war und blieb und auch während des Amerikanischen Bürgerkriegs die Unions unterstützte, wurde Benjamin Jonas Mitglied der Demokratischen Partei und Anhänger der Politik der Südstaaten. Im Jahr 1862 trat er dem Heer der Konföderation bei, in dem er bis zum Ende des Bürgerkriegs im Jahr 1865 verblieb. Dabei erreichte er den Rang eines Majors. 
Zwischen 1965 und 1868 und nochmals in den Jahren 1876 und 1877 saß er im Staatsrepräsentantenhaus. Im Jahr 1872 wurde er auch in den Senat von Louisiana gewählt. Er hat dann aber auf dieses Mandat verzichtet. Zwischen 1875 und 1879 war er juristischer Vertreter der Stadt New Orleans (city attorney). Bei den Wahlen des Jahres 1878 wurde Benjamin Jonas als Kandidat seiner Partei in den US-Senat gewählt, wo er am 4. März 1879 die Nachfolge von James B. Eustis als Class-3-Kategorie Senator antrat. Dort war er zwischenzeitlich Vorsitzender des Ausschusses für Binnen und Insularangelegenheiten (Committee on Interior and Insular Affairs). Nachdem er im Jahr 1884 nicht wiedergewählt worden war, schied er am 4. März 1885 aus dem Kongress aus. 
Nach dem Ende seiner politischen Laufbahn praktizierte Jonas wieder als Rechtsanwalt in New Orleans. Dort ist er am 21. Dezember 1911 auch verstorben.